# (23630) 1996 YA3
1996 واي أي 3 (ويعرف أيضًا باسم (23630) 1996 واي أي 3 وفق تسمية الكوكب الصغير) (بالإنجليزية: 1996 YA3)‏ هو كويكب ضمن حزام الكويكبات؛ وترتيبه 23630 من حيث الاكتشاف.
اكتُشف هذا الجُرم الفلكي بواسطة ناوتو ساتو في 30 ديسمبر 1996.

## وصلات خارجية
- (23630) 1996 YA3 في قاعدة بيانات مختبر الدفع النفاث لأجرام النظام الشمسي الصغيرة

- الاكتشاف · مخطط المدار ·  العناصر المدارية · المعلمات المادية

- (23630) 1996 YA3 على موقع ويكي سكاي: DSS2, SDSS, GALEX, IRAS, Hydrogen α, X-Ray, Astrophoto, Sky Map, Articles and images